# Liste der Naturschutzgebiete im Landkreis Schmalkalden-Meiningen
Im Thüringer Landkreis Schmalkalden-Meiningen gibt es 29 Naturschutzgebiete.
| Name des Gebietes                    | Bild           | Kennung | WDPA   | Landkreis / Stadt                                          | Beschreibung / Bemerkungen | Standort | Fläche in Hektar | Datum der Verordnung |
| ------------------------------------ | -------------- | ------- | ------ | ---------------------------------------------------------- | -------------------------- | -------- | ---------------- | -------------------- |
| Arnstein                             |                | 138     | 162242 | Landkreis Schmalkalden-Meiningen                           |                            | Position | 12,9             | 1982                 |
| Bischofswaldung mit Stedtlinger Moor |                | 255     | 162436 | Landkreis Schmalkalden-Meiningen                           |                            | Position | 519,6            | 1990                 |
| Breitunger Seen                      | weitere Bilder | 097     | 162555 | Landkreis Schmalkalden-Meiningen                           |                            | Position | 74,5             | 1967                 |
| Eichelberg                           |                | 130     | 162879 | Landkreis Schmalkalden-Meiningen                           |                            | Position | 21,5             | 1961                 |
| Forstloch - Riedwiesen               | weitere Bilder | 137     | 163134 | Landkreis Schmalkalden-Meiningen, Wartburgkreis            |                            | Position | 165,2            | 1982                 |
| Ganswiese                            |                | 102     | 163197 | Landkreis Schmalkalden-Meiningen                           |                            | Position | 6,8              | 1967                 |
| Große Hirschbalzwiese                |                | 101     | 163341 | Landkreis Schmalkalden-Meiningen                           |                            | Position | 13,7             | 1967                 |
| Großer Inselsberg                    | weitere Bilder | 038     | 14487  | Landkreis Gotha, Landkreis Schmalkalden-Meiningen          |                            | Position | 142,5            | 1961                 |
| Hembachwald                          |                | 127     | 163631 | Landkreis Schmalkalden-Meiningen                           |                            | Position | 15,1             | 1967                 |
| Hofberg                              |                | 354     | 163726 | Landkreis Schmalkalden-Meiningen                           |                            | Position | 42,8             | 1996                 |
| Horbel - Hoflar - Birkenberg         |                | 237     | 163792 | Landkreis Schmalkalden-Meiningen, Wartburgkreis            |                            | Position | 557,8            | 1990                 |
| Horn mit Kahlköpfchen                | weitere Bilder | 353     | 318573 | Landkreis Schmalkalden-Meiningen, Wartburgkreis            |                            | Position | 175,2            | 1999                 |
| In den Seeben                        |                | 259     | 318596 | Landkreis Hildburghausen, Landkreis Schmalkalden-Meiningen |                            | Position | 133,9            | 2000                 |
| Klosterwald                          |                | 472     | 378111 | Landkreis Schmalkalden-Meiningen                           |                            | Position | 83,8             | 2006                 |
| Lange Rhön                           |                | 253     | 164341 | Landkreis Schmalkalden-Meiningen                           |                            | Position | 251,1            | 1990                 |
| Nesselgrundwiese                     |                | 100     | 164777 | Landkreis Schmalkalden-Meiningen                           |                            | Position | 4,4              | 1967                 |
| Oberhofer Schloßberg                 |                | 104     | 164895 | Landkreis Schmalkalden-Meiningen                           |                            | Position | 15,5             | 1967                 |
| Rhönkopf - Streufelsberg             |                | 254     | 165168 | Landkreis Schmalkalden-Meiningen                           |                            | Position | 515,9            | 1990                 |
| Rhönwald                             |                | 126     | 165169 | Landkreis Schmalkalden-Meiningen                           |                            | Position | 134,3            | 1967                 |
| Saukopfmoor                          |                | 041     | 165335 | Landkreis Gotha, Landkreis Schmalkalden-Meiningen          |                            | Position | 34,6             | 1961                 |
| Schützenbergmoor                     | weitere Bilder | 103     | 165474 | Landkreis Schmalkalden-Meiningen                           |                            | Position | 4,8              | 1967                 |
| Schwarzbacher Grund                  |                | 348     | 319091 | Landkreis Schmalkalden-Meiningen                           |                            | Position | 169,2            | 1998                 |
| Seimbergswald                        |                | 099     | 165552 | Landkreis Schmalkalden-Meiningen                           |                            | Position | 19,6             | 1961                 |
| Spittergrund                         | weitere Bilder | 075     | 319126 | Landkreis Gotha, Landkreis Schmalkalden-Meiningen          |                            | Position | 160,4            | 2001                 |
| Spitzberg                            |                | 128     | 165615 | Landkreis Schmalkalden-Meiningen                           |                            | Position | 5,7              | 1967                 |
| Still                                |                | 129     | 14494  | Landkreis Schmalkalden-Meiningen                           |                            | Position | 133,8            | 1967                 |
| Stoffelskuppe                        |                | 095     | 165752 | Landkreis Schmalkalden-Meiningen                           |                            | Position | 22,9             | 1961                 |
| Westhang des Dolmar                  |                | 321     | 344842 | Landkreis Schmalkalden-Meiningen                           |                            | Position | 450,3            | 2005                 |
| Zehnbuchen                           |                | 096     | 166394 | Landkreis Schmalkalden-Meiningen                           |                            | Position | 44,6             | 1961                 |